# Radicaal 23
Van de in totaal 214 Kangxi-radicalen heeft radicaal 23 de betekenis verstopplaats. Het is een van de drieëntwintig radicalen die bestaat uit twee strepen.
In het Kangxi-woordenboek zijn er 17 karakters die dit radicaal gebruiken.

## Karakters met het radicaal 23
| Strepen | Karakter |
| ------- | -------- |
| + 0     | 匸       |
| + 2     | 匹 区    |
| + 6     | 匼       |
| + 7     | 匽       |
| + 9     | 匾 匿 區 |

Klein zegelkarakter